# أيمن بهنسي
أيمن بهنسي (1 يناير 1948 -)، ممثل سوري ولد في القاهرة.

## حياته
بدأ الممثل أيمن بهنسي مسيرته الفنيّة من خلال السينما السورية، حيث قدم أول أدواره في فيلم «التقرير» سنة (1986)، ثم شارك بفيلم «الكفرون» في العام (1990)، غاب لفترة ثم عاد من خلال التلفزيون عبر مسلسل مرايا (1999).
اشتهر بعد مشاركته في الأجزاء العشرة من مسلسل باب الحارة وقد مثل فيه شخصية أبو قاسم صاحب الحمام، الذي قام بتعريف أهل الحارة على جماعة الغوطة، وكان الشخص الساذج والبسيط حيث كانت أغلب قراراته خاطئة وعكسية في الجزء الثاني من المسلسل ومن مسلسلاته مرايا وباب الحارة، بروكار ومن أعماله المسرحية مسرحية غربة. كما أنه مثل في مسلسل الدبور بجزئيه. كما انه قام بتمثيل دور لؤوس السجين بجانب أبو عنتر في مسلسل عودة غوار الاصدقاء، وكان في فرقة السيوف الشعبية

## أعماله[5]

### في السينما
- التقرير (1986)
- الكفرون (1990)

### في المسرح
- مسرحية غربة (1976)

### في التلفزيون
- 2022. كسر عضم
- 1999
  - مرايا
  - غوار – عودة الأصدقاء
- 2000
  - مرايا
  - سيرة آل الجلالي
  - أسرار المدينة
- 2001
  - قوس قزح
- 2002
  - حكايا المرايا
  - أبناء القهر
- 2003
  - أبو المفهومية
  - ذكريات الزمن القادم
- 2004
  - عشتار
- 2006
  - أهل الغرام ج1
  - باب الحارة ج1
- 2007
  - باب الحارة ج2
- 2008
  - شركاء يتقاسمون الخراب
  - باب الحارة ج3
- 2009
  - باب الحارة ج4
  - الدوامة
  - تعب الليالي
  - حياة أخرى
- 2010
  - باب الحارة ج5
  - الدبور ج1
- 2011
  - مرايا
- 2012
  - الأميمي
- 2013
  - سنعود بعد قليل
- 2014
  - باب الحارة ج6
- 2015
  - باب الحارة ج7
- 2016
  - باب الحارة ج8
- 2017
  - باب الحارة ج9